# Caius Calpurnius Piso (Kr. e. 67)
Caius Calpurnius Piso  (Kr. e. 1. század) római politikus, a plebeius Calpurniusok nemzetségének tagja volt.
Korai karrierje nem ismert, talán azonos azzal a Caius Pisóval, aki Kr. e. 76-ban iudex volt Quintus Roscius Gallus tárgyalásán; egy másik Caius Pisóval való azonossága sem kizárt, aki Kr. e. 69-ben Aebutiust védelmezte Aulus Caecina ellenében. Kr. e. 67-ben Manius Acilius Glabrio kollégájaként consuli hivatalt viselt. A konzervatív optimata párt egyik jeles képviselőjeként hevesen ellenezte Aulus Gabinius néptribunus azon törvényjavaslatát, hogy Cnaeus Pompeius Magnust rendkívüli hatalommal ruházzák fel a földközi-tengeri kalózok elleni háború vezetésére. Piso azzal támadt rá a hadvezérre, hogy ha Romulust utánozza, Romulus végzete nem fogja elkerülni, amiért a feldühödött nép majdnem meglincselte. Piso törekvése mindazonáltal kudarcot vallott, Pompeius pedig megkapta a hadvezetés jogát és a különlegesen nagy jogkörökkel járó felhatalmazást. A hadvezér intézkedéseit azonban nem mindenhol léptették érvénybe, így Gallia Narbonensisben sem; a Piso szervezkedésére gyanakvó Gabinius javasolta is, hogy fosszák meg a politikust hivatalától. Erre végül nem került sor. Caius Cornelius néptribunus korrupcióellenes javaslatait is hevesen ellenezte, különös tekintettel a választási vesztegetések letörésére irányulót; mivel azonban a senatus nem ítélhette el az eljárás elleni fellépést, végül a tribunus javaslatának irreális szigorúságra hivatkozva kollégájával egy jóval enyhébb – csupán bírsággal és hivatalvesztéssel fenyegető – javaslatot tett, amit törvénnyé is tettek (lex Acilia Calpurnia).
Kr. e. 66-ban és 65-ben proconsuli rangban Gallia Narbonensis helytartója volt, amely minőségben leverte az allobrogok lázadását, és a korban megszokott visszaéléseket és fosztogatásokat követte el. Kr. e. 63-ban az ellenpárthoz tartozó Caius Iulius Caesar felbujtására megvádolták az allobrogok kirablásával és egy itáliai gall jogtalan kivégzésével, ám maga a consul, Marcus Tullius Cicero védte meg. A felmentett Piso bosszúból megpróbálta rávenni Cicerót, hogy Caesart ítélje el a Catilina-összeesküvésben való részvétel miatt, ám nem járt sikerrel. Ezután nem hallunk róla; a Kr. e. 49-ben kitörő polgárháború idején már valószínűleg nem élt.